# Le Hit des clubs
Le Hit des clubs était une émission de télévision musicale luxembourgeoise présentée par Jean-Luc Bertrand et diffusée le samedi après-midi dans le cadre de l'émission Fréquence JLB sur RTL Télévision, puis rediffusée le mercredi de 14h45 à 15h45. L'émission a été diffusée de mars à juin 1987 sur M6 et à partir de septembre 1987 sur RTL-TVI.

## Histoire
Le Hit des clubs fait partie des émissions de RTL Télévision que Jean Stock intègre à la première grille des programmes de M6 dès son premier jour de diffusion le dimanche 1er mars 1987. L'émission est ainsi également diffusée en France, d'abord le dimanche vers 22h, puis le dimanche après-midi et enfin le mercredi après-midi à 14h30 jusqu'au 28 juin 1987.
En septembre 2021, la chaîne radio belge Bel RTL relance le Hit des clubs, animé par Cédric Godart. L'émission est diffusée le samedi soir de 20h à 23h. La première émission, diffusée le 2 octobre 2021, a été parrainée par Jean-Luc Bertrand.

## Principe de l'émission
Bien avant le Top 50 sur Canal+, cette émission proposait un classement des titres musicaux diffusés dans les clubs et discothèques.
L'émission durait 60 minutes et était diffusé le samedi après-midi, puis rediffusée le mercredi de 14h45 à 15h45.
Au début, à la radio, le classement est conçu à partir des playlists des DJs ainsi que des hit-parade des airplays télévision (RTL Télévision) et radios (Europe 1 et France Inter), puis vers 1984, à partir d'autres radios FM.
L'émission ne diffusait pas 30 titres, mais seulement 25 titres et exclusivement anglophones car les 5 titres généralement francophones étaient de trop mauvaise qualité pour passer à la télévision, comme « La Chenille (chanson) » (1977) « La Salsa du démon » (1980), « Nuit de folie (chanson) » (1989), ou encore « Bo le lavabo » (1990). Les titres francophones commencèrent à faire leur apparition avec « Cargo » d'Axel Bauer (1984).
A la télévision sur RTL Télévision, Le Hit des Clubs figurait au sommaire de l'émission de télévision musicale luxembourgeoise Fréquence JLB. De nombreux artistes français ou américains des années 1980 ont participé à cette émission afin de tourner leur vidéoclip grâce aux moyens techniques ultramodernes de RTL-Productions.
L'émission a fait l'objet de nombreuses opérations spéciales durant lesquelles les artistes se produisaient.